# Traité Ramírez Ocampo-López Contreras
Le traité Ramírez Ocampo-López Contreras est signé le 2 août 1986 entre la Colombie et le Honduras. 

## Description
Le traité Ramírez Ocampo-López Contreras délimite la frontière entre les deux pays dans la mer des Caraïbes.